# Lim Yo-hwan
Lim Yo-hwan, noto anche con lo pseudonimo di SlayerS_`BoxeR` (comunemente detto BoxeR; Seul, 4 settembre 1980), è un videogiocatore sudcoreano di StarCraft: Brood War e StarCraft II.
Soprannominato The Emperor dai suoi fan, è uno dei giocatori più conosciuti, con un fan club di oltre 600.000 membri, e una raccolta delle sue migliori giocate pubblicata in DVD in Corea del Sud. Nel 2010 si è ritirato da Brood War per passare a StarCraft II, dove ha fondato una squadra, gli SlayerS. Nel 2012 è diventato coach del team SK Telecom T1.

## Biografia
BoxeR inizia la sua carriera utilizzando la razza Terran. Raggiunge l'apice del successo tra il 2001 e il 2002: in questo periodo vince i due titoli annuali ai World Cyber Games, dove batte in finale ElkY e YellOw; conquista due OnGameNet Starleague consecutive ai danni di Jinnam e di YellOw, a cui seguono due successive finali, in cui viene sconfitto da GARIMTO e da Reach; inoltre, si aggiudica il primo KPGA Tour, con una vittoria in finale ancora contro YellOw. In questo periodo, rimane al primo posto del KeSPa rankings per 17 mesi. Grazie a questo periodo di dominio viene soprannominato Emperor dai suoi fan.
Dopo il 2003 Boxer raggiunge altre due finali dell'OSL, senza però riuscire a vincere il titolo: viene infatti battuto prima da iloveoov e successivamente da Anytime.
Nel 2004 il team creato da Lim Yo-Hwan viene sponsorizzato dalla SK Telecom, prendendo il nome di SK Telecom T1, e BoxeR arriva a guadagnare fino a 400.000$ all'anno.
Nell'Aprile 2006, annuncia di aver ricevuto la richiesta di prestare servizio nelle forze armate, dove resterà fino a dicembre del 2008, quando ritorna alla SK Telecom T1.
Nel 2010 BoxeR rinuncia alla sua carriera in StarCraft:Brood War per passare a StarCraft II, dove fonda un proprio team, gli SlayerS. Nel 2012, Lim Yo-Hwan torna come coach in SK Telecom T1, e pochi mesi dopo il suo team viene sciolto.

## Statistiche
|            | Vittorie | Sconfitte | %      |
| ---------- | -------- | --------- | ------ |
| vs Terran  | 138      | 125       | 52,47% |
| vs Zerg    | 259      | 149       | 63,48% |
| vs Protoss | 152      | 144       | 51,35% |
| Totale     | 549      | 418       | 56,77% |

## Risultati
- 2001 Vincitore dell'Hanbitsoft OSL
- 2001 Vincitore del Coca-Cola OSL
- 2001 Vincitore dei World Cyber Games 2001
- 2001 Secondo allo SKY OSL 2001
- 2002 Vincitore del KPGA 1st Tour
- 2002 Secondo allo SKY OSL 2002
- 2002 Vincitore dei World Cyber Games 2002
- 2004 Secondo all'EVER OSL
- 2005 Secondo al So1 OSL